# Delphine Ledoux
Delphine Ledoux, née le 15 mai 1985 à Calais, est une gymnaste rythmique française. Elle décroche 8 titres de championne de France entre 2005 et 2012.

## Biographie
Elle a commencé la gymnastique rythmique à l'âge de 6 ans.
Elle participe à ses premiers Jeux olympiques de Londres 2012, à l'issue desquels elle arrêtera sa carrière de gymnaste pour commencer des études de kinésithérapie.

## Palmarès

### Jeux olympiques
- Londres 2012
  - 13e aux qualifications du concours individuel.

### Championnats du monde
| Épreuve/Année    | Moscou 2010 | Montpellier 2011 |
| ---------------- | ----------- | ---------------- |
| Par équipe       | -           | -                |
| Concours général | 13e         | 12e              |
| Corde            | 13e / 7e    | -                |
| Cerceau          | 12e         | 6e               |
| Ballon           | 14e         | 13e              |
| Massues          | -           | 22e              |
| Ruban            | 12e         | 8e               |

### Championnats d'Europe
| Épreuve/Année    | Riesa 2003 | Baku 2007 | Turin 2008 | Baku 2009 | Brême 2010 | Minsk 2011 |
| ---------------- | ---------- | --------- | ---------- | --------- | ---------- | ---------- |
| Par équipe       | -          | -         | -          | -         | -          | -          |
| Concours général | -          | -         | -          | -         | -          | -          |
| Corde            | -          | 19e       | -          | -         | -          | -          |
| Cerceau          | 10e        | 19e       | -          | -         | -          | 8e         |
| Ballon           | 15e        | -         | -          | -         | -          | -          |
| Massues          | 14e        | 18e       | -          | -         | -          | 8e         |
| Ruban            | 14e        | 12e       | -          | -         | -          | -          |

### Jeux méditerranéens
| Épreuve/Année    | Pescara 2009 |
| ---------------- | ------------ |
| Par équipe       | -            |
| Concours général | 2e           |
| Corde            | -            |
| Cerceau          | -            |
| Ballon           | -            |
| Massues          | -            |
| Ruban            | -            |

### Championnats de France
| Épreuve/Année               | Nantes 2012 |
| --------------------------- | ----------- |
| Concours général individuel | 1re         |
| Corde                       |             |
| Cerceau                     | 1re         |
| Ballon                      | 1re         |
| Massues                     | 1re         |
| Ruban                       | 1re         |